# Adriano Mezavilla
Adriano Sartorio Mezavilla (Maringá, 14 gennaio 1983) è un calciatore brasiliano, centrocampista del Ferentino.

## Carriera

### Club

#### Gli inizi al Lanciano
Inizia la sua esperienza in Italia con il Lanciano nel gennaio 2001, quando firma per la squadra insieme al connazionale Ferreira Pinto. Rimane con il club fino al gennaio 2005. In questi quattro anni Mezavilla colleziona quasi 60 presenze con 6 gol.

#### L'esordio in B ed i vari trasferimenti
Nel calciomercato invernale del 2005 si trasferisce al Catania, squadra che lo fa esordire in Serie B, facendogli disputare 6 gare nel girone di ritorno.
A luglio 2005 passa in prestito al Perugia, in Serie C1 dove colleziona 23 presenza andando a segno per due volte. Alla fine della stagione 2005-2006, ritorna al Catania per fine prestito. Con i catanesi gioca soltanto il girone d'andata disputando 16 partite e segnando un gol.
Nel luglio 2006 viene ceduto in compartecipazione al Cesena, formazione militante in Serie B. Con il Cesena disputa due campionati giocando 36 partite tra Serie B e Coppa Italia. Nel gennaio 2008, con la formula del prestito, si trasferisce al Pisa. Con i nerazzurri, continua a militare in Serie B giocando 14 gare nel periodo di sei mesi, terminati i quali ritorna al Catania che intanto viene promosso in Serie A.

#### Il ritorno al Perugia, poi Taranto e Andria
Il 7 luglio 2008 la compartecipazione viene ufficialmente terminata, ed il Catania riacquista il calciatore a titolo definitivo. Con l'avvicinamento della stagione di Serie A, viene girato di nuovo in prestito al Perugia. Nel complesso della stagione 2008-2009 disputa 20 gare di Serie C1. Alla fine della stagione, il giocatore ritorna in Sicilia per fine prestito.
A luglio 2009 ritorna nuovamente al Catania. Dopo il pre-campionato sotto il nuovo allenatore Gianluca Atzori, il 31 luglio si trasferisce al Taranto in Lega Pro Prima Divisione. Con i pugliesi gioca soltanto il girone d'andata disputando 16 gare e segnando un gol. Il girone di ritorno lo disputa con un'altra squadra pugliese, quando nel calciomercato invernale passa in prestito all'Andria. A luglio 2010 ritorna al Taranto per fine prestito.

#### Il ritorno in B con la Juve Stabia ed il passaggio all'Alessandria
Per la stagione 2010-2011 passa a titolo definitivo alla Juve Stabia dove disputa 33 partite tra campionato e Coppa Italia Lega Pro, vincendo ambedue le competizioni. Nella stagione successiva diventa un punto fermo nella formazione titolare di Piero Braglia, collezionando 33 presenze con 3 reti, e contribuendo a far classificare la Juve Stabia al 9º posto in Serie B. Viene riconfermato per le stagioni 2012-2013 e 2013-2014, per poi passare nel giugno 2014 all'Alessandria, in Lega Pro.

#### Reggina e il ritorno alla Juve Stabia
Il 18 agosto 2017, dopo tre stagioni passate con la maglia dell'Alessandria, firma un contratto annuale con opzione per il secondo con la Reggina.
In Calabria disputa 27 gare e segnando una rete all'ultima giornata di campionato contro la sua futura squadra, la Juve Stabia che, il 31 agosto 2018 ne ufficializza il ritorno del centrocampista dopo quattro anni a Castellammare di Stabia. Suo è il gol del 2-1 contro la Vibonese del 20 aprile 2019, che fa conquistare la promozione alla Juve Stabia in Serie B con due giornate di anticipo.

## Statistiche

### Presenze e reti nei club
Statistiche aggiornate al 28 luglio 2020.
| Stagione           | Squadra            | Campionato         | Campionato | Campionato | Coppe nazionali | Coppe nazionali | Coppe nazionali | Coppe continentali | Coppe continentali | Coppe continentali | Altre coppe | Altre coppe | Altre coppe | Totale | Totale |
| Stagione           | Squadra            | Comp               | Pres       | Reti       | Comp            | Pres            | Reti            | Comp               | Pres               | Reti               | Comp        | Pres        | Reti        | Pres   | Reti   |
| ------------------ | ------------------ | ------------------ | ---------- | ---------- | --------------- | --------------- | --------------- | ------------------ | ------------------ | ------------------ | ----------- | ----------- | ----------- | ------ | ------ |
| gen.-giu. 2002     | Lanciano           | C1                 | 3          | 0          | CI-C            | -               | -               | -                  | -                  | -                  | -           | -           | -           | 3      | 0      |
| 2002-2003          | Lanciano           | C1                 | 25         | 3          | CI+CI-C         | 3+0             | 0               | -                  | -                  | -                  | -           | -           | -           | 28     | 3      |
| 2003-2004          | Lanciano           | C1                 | 26         | 2          | CI-C            | 2               | 0               | -                  | -                  | -                  | -           | -           | -           | 28     | 2      |
| 2004-gen. 2005     | Lanciano           | C1                 | 1          | 0          | CI-C            | 4               | 0               | -                  | -                  | -                  | -           | -           | -           | 5      | 0      |
| Totale Lanciano    | Totale Lanciano    | Totale Lanciano    | 55         | 5          |                 | 9               | 0               |                    | -                  | -                  |             | -           | -           | 64     | 5      |
| gen.-giu. 2005     | Catania            | B                  | 6          | 0          | CI              | -               | -               | -                  | -                  | -                  | -           | -           | -           | 6      | 0      |
| 2005-2006          | Perugia            | C1                 | 23         | 2          | -               | -               | -               | -                  | -                  | -                  | -           | -           | -           | 23     | 2      |
| 2006-2007          | Cesena             | B                  | 20         | 0          | CI              | 0               | 0               | -                  | -                  | -                  | -           | -           | -           | 20     | 0      |
| 2007-gen. 2008     | Cesena             | B                  | 15         | 1          | CI              | 1               | 0               | -                  | -                  | -                  | -           | -           | -           | 16     | 1      |
| Totale Cesena      | Totale Cesena      | Totale Cesena      | 35         | 1          |                 | 1               | 0               |                    | -                  | -                  |             | -           | -           | 36     | 1      |
| gen.-giu. 2008     | Pisa               | B                  | 12+2       | 0          | CI              | -               | -               | -                  | -                  | -                  | -           | -           | -           | 14     | 0      |
| 2008-2009          | Perugia            | 1D                 | 31         | 3          | CI+CI-LP        | 2+3             | 0               | -                  | -                  | -                  | -           | -           | -           | 36     | 3      |
| Totale Perugia     | Totale Perugia     | Totale Perugia     | 54         | 5          |                 | 5               | 0               |                    | -                  | -                  |             | -           | -           | 59     | 5      |
| 2009-gen. 2010     | Taranto            | 1D                 | 16         | 1          | CI+CI-LP        | 0+1             | 0               | -                  | -                  | -                  | -           | -           | -           | 17     | 1      |
| gen.-giu. 2010     | Andria BAT         | 1D                 | 12         | 0          | CI-LP           | -               | -               | -                  | -                  | -                  | -           | -           | -           | 12     | 0      |
| 2010-2011          | Juve Stabia        | 1D                 | 29+3       | 4          | CI+CI-LP        | 1+7             | 0+2             | -                  | -                  | -                  | -           | -           | -           | 40     | 5      |
| 2011-2012          | Juve Stabia        | B                  | 33         | 3          | CI              | 1               | 0               | -                  | -                  | -                  | -           | -           | -           | 34     | 3      |
| 2012-2013          | Juve Stabia        | B                  | 33         | 3          | CI              | 2               | 0               | -                  | -                  | -                  | -           | -           | -           | 35     | 3      |
| 2013-2014          | Juve Stabia        | B                  | 24         | 0          | CI              | 2               | 2               | -                  | -                  | -                  | -           | -           | -           | 26     | 2      |
| 2014-2015          | Alessandria        | LP                 | 35         | 7          | CI+CI-LP        | 2+2             | 1+0             | -                  | -                  | -                  | -           | -           | -           | 39     | 8      |
| 2015-2016          | Alessandria        | LP                 | 28+1       | 4          | CI+CI-LP        | 6+0             | 1               | -                  | -                  | -                  | -           | -           | -           | 34     | 5      |
| 2016-2017          | Alessandria        | LP                 | 26+2       | 2          | CI+CI-LP        | 2+1             | 0               | -                  | -                  | -                  | -           | -           | -           | 31     | 2      |
| Totale Alessandria | Totale Alessandria | Totale Alessandria | 89+3       | 13         |                 | 13              | 2               |                    | -                  | -                  | -           | -           | -           | 105    | 15     |
| 2017-2018          | Reggina            | C                  | 27         | 1          | CI-C            | 2               | 0               | -                  | -                  | -                  | -           | -           | -           | 29     | 1      |
| 2018-2019          | Juve Stabia        | C                  | 27         | 6          | CI-C            | 2               | 0               | -                  | -                  | -                  | S-CI        | 2           | 0           | 31     | 6      |
| 2019-2020          | Juve Stabia        | B                  | 10         | 1          | CI              | 1               | 0               | -                  | -                  | -                  | -           | -           | -           | 11     | 1      |
| Totale Juve Stabia | Totale Juve Stabia | Totale Juve Stabia | 156+3      | 17         |                 | 16              | 4               |                    | -                  | -                  |             | 2           | 0           | 177    | 21     |
| Totale carriera    | Totale carriera    | Totale carriera    | 425+8      | 36         |                 | 44              | 6               |                    | -                  | -                  | -           | -           | -           | 477    | 42     |

## Palmarès
- Coppa Italia Lega Pro: 1

Juve Stabia: 2010-2011
- Serie C: 1

Juve Stabia: 2018-2019 (girone C)